# Цинамдзгврианткари
Цинамдзгврианткари (груз. წინამძღვრიანთკარი) — село в Грузии, на территории Мцхетского муниципалитета края (мхаре) Мцхета-Мтианети.

## География
Село находится в центральной части Грузии, к северу от реки Тезами (левый приток Арагви), на расстоянии приблизительно 9 километров (по прямой) к северо-востоку от города Мцхета, административного центра края и муниципалитета. Абсолютная высота — 718 метров над уровнем моря.

## Население
По результатам официальной переписи населения 2014 года в Цинамдзгврианткари проживало 668 человек (338 мужчин и 330 женщин). В национальной структуре населения грузины составляли 99,7 %.
| Год  | Население, человек |
| ---- | ------------------ |
| 2002 | 451                |
| 2014 | ↗ 668              |